# (13705) Llapasset
(13705) Llapasset est un astéroïde de la ceinture principale.

## Description
(13705) Llapasset est un astéroïde de la ceinture principale. Il fut découvert le 19 août 1998 à Bédoin par l'observatoire de Bédoin. Il présente une orbite caractérisée par un demi-grand axe de 2,21 UA, une excentricité de 0,13 et une inclinaison de 4,7° par rapport à l'écliptique.

## Compléments